# Euxoa siliginis
Euxoa siliginis là một loài bướm đêm trong họ Noctuidae.